# رباط ارجمند
رباط ارجمند (خمین)، روستایی از توابع بخش مرکزی شهرستان خمین در استان مرکزی ایران است.
به دلیل نزدیکی دو روستای رباط ارجمند و کفسان این روستا در بین افراد محلی رباط کفسان نام دارد. از جاذبه‌های گردشگری این روستا می‌توان امامزاده شاهزاده محمد را نام برد.
این روستا دارای دو چاه کشاورزی عمومی نیز می‌باشد که بخش عمده این دو چاه زیر کشت جو و گندم و همچنین لوبیا و ذرت قرار می‌گیرد. میزان برداشت محصول ازین دو چاه که یکی چاه زیر آباد و دیگری برگمن نام دارند به طور میانگین سیصد تن جو و گندم و صد تن لوبیا در سال می‌باشد

## جمعیت
این روستا در دهستان گله‌زن قرار دارد و براساس سرشماری مرکز آمار ایران در سال ۱۳۸۵، جمعیت آن ۱۴۴ نفر (۴۳خانوار) بوده‌است.